# Entoloma korhonenii
Entoloma korhonenii är en svampart som tillhör divisionen basidiesvampar, och som beskrevs av Machiel Evert ("Chiel") Noordeloos. Entoloma korhonenii ingår i släktet Entoloma, och familjen Entolomataceae. Enligt den finländska rödlistan är arten otillräckligt studerad i Finland. Arten är reproducerande i Sverige. Artens livsmiljö är halvnaturliga torra gräsmarker.